# Зала спортивної слави Данії
Зала спортивної слави (дан. Sportens Hall of Fame) — галерея пошани з данськими спортсменами, які зробили видатний внесок у свій вид спорту. До Зали слави приймаються спортсмени, що вже завершили активну спортивну кар'єру.

## Історія
Ініціатива створення Зали спортивної слави була запроваджена у 1992 році трьома партнерами: Спортивною конфедерацією Данії, Командою Данії і газетою «Екстра Бладет». У перший рік було прийнято 10 членів, з 1993 по 2008 рік було прийнято від 0 до 2 членів на рік, а з 2009 року щороку приймався один новий член. 
Нові члени призначаються правлінням, яке складається з представників трьох партнерів і представника Ради директорів Зали слави. 
Нові члени Зали спортивної слави представляються в січні на великому спортивному гала-шоу Данського радіо в Юске Банк Боксені в Гернінгу, яке транслюється в прямому ефірі по телебаченню.
Для кожного з членів Зали спортивної слави створені погруддя, які виставлялися в парку, але в 2007 році їх перевезли в Будинок Спорту.

## Список членів
| Рік  | Члени                                | Роки життя       | Вид спорту                                                 |
| ---- | ------------------------------------ | ---------------- | ---------------------------------------------------------- |
| 1992 | Пауль Ельвстрем                      | 1928–2016        | Вітрильний спорт                                           |
| 1992 | Ерік Гансен                          | 1939–2014        | Веслування на каное                                        |
| 1992 | Ліс Гартель                          | 1921–2009        | Виїздка                                                    |
| 1992 | Раґнгільд Гвеґер                     | 1920–2011        | Плавання                                                   |
| 1992 | Лене Коппен                          | нар. 1953        | Бадмінтон                                                  |
| 1992 | Ерланн Копс                          | нар. 1937        | Бадмінтон                                                  |
| 1992 | Кнуд Люндберг                        | 1920–2002        | Спортивна журналістика а також футбол, гандбол і баскетбол |
| 1992 | Курт Нільсен                         | 1930–2011        | Теніс                                                      |
| 1992 | Оле Ольсен                           | нар. 1946        | Спідвей                                                    |
| 1992 | Оле Ріттер                           | нар. 1941        | Велосипедний спорт                                         |
| 1993 | Нільс Фредборг                       | нар. 1946        | Велоспорт на треку                                         |
| 1993 | Гуннар Гансен                        | 1905–1993        | Спортивна журналістика                                     |
| 1994 | Лейф Мортенсен                       | нар. 1946        | Велосипедний спорт                                         |
| 1995 | Аллан Сімонсен                       | нар. 1952        | Футбол                                                     |
| 1996 | Ерік Гундерсен                       | нар. 1959        | Спідвей                                                    |
| 1997 | Мортен Фрост                         | нар. 1958        | Бадмінтон                                                  |
| 1998 | Мортен Ольсен                        | нар. 1949        | Футбол                                                     |
| 1999 | Пребен Елк'яер-Ларсен                | нар. 1957        | Футбол                                                     |
| 2002 | Том Богс                             | нар. 1944        | Бокс                                                       |
| 2007 | Аня Андерсен                         | нар. 1969        | Гандбол                                                    |
| 2007 | Мікаель Лаудруп                      | нар. 1964        | Футбол                                                     |
| 2008 | Вілсон Кіпкетер                      | нар. 1972        | Біг на середні дистанції                                   |
| 2008 | Петер Шмейхель                       | нар. 1963        | Футбол                                                     |
| 2009 | Єспер Банк                           | нар. 1957        | Вітрильний спорт                                           |
| 2010 | Поуль-Ерік Геєр Ларсен               | нар. 1965        | Бадмінтон                                                  |
| 2011 | Ганс Нільсен                         | нар. 1959        | Спідвей                                                    |
| 2012 | Камілла Андерсен                     | нар. 1973        | Гандбол                                                    |
| 2013 | Камілла Мартін                       | нар. 1974        | Бадмінтон                                                  |
| 2014 | Браян Лаудруп                        | нар. 1969        | Футбол                                                     |
| 2015 | Ларс Крістіансен                     | нар. 1972        | Гандбол                                                    |
| 2016 | Петер Гаде                           | нар. 1976        | Бадмінтон                                                  |
| 2017 | Ескілд Еббесен                       | нар. 1972        | Академічне веслування                                      |
| 2018 | Том Крістенсен                       | нар. 1967        | Автоперегони                                               |
| 2019 | Лотте Фрійс                          | нар. 1988        | Плавання                                                   |
| 2020 | Міккель Кесслер                      | нар. 1979        | Бокс                                                       |
| 2021 | Мадс Расмуссен і Расмус Квіст Гансен | нар. 1981 і 1980 | Академічне веслування                                      |
| 2022 | Сара Петерсен                        | нар. 1987        | Біг на 400 метрів з бар'єрами                              |
| 2023 | Каролін Возняцкі                     | нар. 1990        | Теніс                                                      |
| 2024 | Лассе Сван Гансен                    | нар. 1983        | Гандбол                                                    |